# Винстон Черчил као историчар
Британски државник Винстон Черчил је био плодан писац током свог живота и многи његов радови су били историјски. Његови познати историјски радови су: Молборо: његов живот и време, Светска криза (историја Првог светског рата), Други светски рат, који му је донео Нобелову награду за књижевност, и Историја народа енглеског говорног подручја.

## Черчилов поглед на историју
Черчил је веровао да британски и амерички народ има судбину и да сву британску историју треба посматрати као напредак ка испуњавању те судбине. Ово веровање је инспирисало његову политичку каријеру као и његов историјски рад.
Иако Черчил није био обучен историчар, вешто се бавио историјом. Хајдова историја енглеског грађанског рата и Гибоново дело Одбијање и пад су утицали на његове историјске мисли и прозни стил.

## Породична историја
Черчилова историјска дела се деле у три категорије. Прва су дела породичне историје, биографије његовог оца, Лорд Рандолф Черчил (два тома издата 1906.), и његовог претка, Молборо: његов живот и време (четири тома издата између 1933. и 1938).

## Аутобиографија
У другу каегорију спадају аутобиографска дела, укључујући ране новинарске компилације Речни рат (1899), Лондон до Ладисмитха преко Преторије (1900) и Ијан Хамилтонов март (1900). Све ове књиге садрже информације о британским царским ратовима у Индији, Судану и Јужној Африци. Радови о Јужној Африци садрже елементе самопромоције, јер је Черчил био кандидат за парламент 1900. године.

## Наративна историја
Черчилов углед писца почива на његовим делима наративне историје: Светска криза (шест томова издата између 1923. и 1931.), као и Други светски рат (шест томова издата између 1948. и 1953.), и његова Историја људи који говоре енглески (четири тома издата између 1956. и 1958). Ово су нека од најдужих дела историје икада објављених (Други светски рат има више од два милиона речи), и добио је Нобелову награду за књижевност због свог рада. 
Черчлова историја два светска рата је била заснована на статусу аутора као учесника. Иако су оба мемоари, Черчил је био опрезан да прошири свој делокруг укључујући догађаје у којима није био део, на пример, рат између нацистичке Немачке и Совјетског Савеза. Черчил додуше поставља Британију, а самим тим и себе, у центар наратива. Артур Балфор је описао Светску кризу као "Винстонову сјајну аутобиографију, прерушену у историју универзума." У сваком случају, он је имао много мање документарних извора за ствари које не укључују Британију. 

## Приступ документима
Као министар Кабинета за време дела Првог светског рата и као премијера за скоро све време Другог светског рата, Черчил је имао јединствен приступ званичним документима, војним плановима, службеним тајнама и препискама између светских лидера. После Првог рата, када је било неколико правила која управљају овим документима, Черчил је једноставно многе од њих понео са собом када је отишао са функције, и користио их слободно у својим књигама, посебно за Светску кризу. То су радили и други ратни министри, попут Дејвид Лојд Џорџа. Мада, након Првог светског рата, строжа правила су успостављена у вези докумената Кабинета.
Светска криза је почела као одговор на напад Лорд Ешера на његову репутацију у својим мемоарима, али је убрзо проширена у општу историју у више томова. Томови су мешавине војне историје, писане Черчиловим уобичајеним наративним стилом, дипломатске и политичке историје, портрета других политичких и војних личности и личних мемоара. 
Када је Черчил дошао на власт 1939. године, намеравао је да напише историју рата који је тада почињао. Он је неколико пута рекао: "Ја ћу оставити пресуде по овом питању историји - али ћу бити један од историчара." Да заобиђе правила против употребе службених докумената, узео је мере опреза током рата недељним прегледом преписка, меморандума и других докумената. Они су тада чувани у његовој кући и Черчил је тада писао или диктирао писма и меморандуме са намером стављања својих ставова у записник за каснију употребу историчара.

## Полемика
Ово све је постало извор велике полемике кад је Други светски рат почео да се појављују 1948. године. Черчил није био академски историчар, био је политичар, и лидер опозиције, са намером да се врати на власт. Било је питање, којим правом је имао приступ Кабинетовим, војним и дипломатским документима који је био ускраћено другим историчарима?
У то време није било познато да је Черчил склопио договор са Клементом Атлијем.  Атли се сложио да дозволи Черчиловим стручним сарадницима приступ свим документима, под условом да се не открију службене тајне, да се документи не користе за партијске и политичке сврхе и да књигу прегледа одабраник Кабинета секретара, сер Норман Брук. Брук је био заинтересован за књигу и преправио је неке делове како би се осигурало да се не повреде британски интереси или да се влада осрамоти